# Aïcha Chenna
Aïcha Ech-Chenna (Arabisch: عائشة الشنا; geromaniseerd ʿĀʾiša aš-Šannā) (Casablanca, 14 augustus 1941 – aldaar, 25 september 2022) was een Marokkaanse mensenrechtenactiviste en in het bijzonder een voorvechtster van vrouwenrechten.

## Biografie
Chenna werd in 1941 geboren in Casablanca, tijdens het Franse protectoraat over Marokko. Haar vader overleed toen ze drie jaar oud was. Haar moeder hertrouwde met een man die, toen Chenna twaalf jaar oud was, van mening was dat ze genoeg naar school was geweest. Maar haar moeder zette, zonder medeweten van haar echtgenoot, Chenna op de bus naar Casablanca om bij een tante te gaan wonen. Vier jaar later kwam ook haar moeder over. Ze had haar man overgehaald om haar te verstoten; zelf kon een Marokkaanse vrouw geen scheiding aanvragen.
Op haar zestiende kreeg ze een baan in een ziekenhuis als secretaresse voor lepra- en tuberculose-onderzoeksprogramma's. In 1960 slaagde ze voor het toelatingsexamen voor het opleidingscentrum voor verpleegsters. Chenna rondde haar opleiding verpleegkunde af en vond een baan als maatschappelijk werkster voor het ministerie van Volksgezondheid van het land. Daar trok Chenna – zelf een vrij strikte moslim – zich het leed aan van alleenstaande moeders, die door strenggelovigen werden weggezet als prostituees.  
In 1985 stichtte ze samen met de Franse non Marie-Jean Tinturier de Association Solidarité Feminine (ASF), de Vereniging voor Vrouwelijke Solidariteit, een organisatie die opkomt voor de rechten van vrouwen, onder wie ongetrouwde moeders, hun kinderen en slachtoffers van seksueel misbruik. Met steun van de lokale christelijke gemeenschap en met financiering van Terre des Hommes kon de ASF vanuit een kelder in Casablanca de kinderen dagopvang bieden. Ook zorgde de ASF dat de moeders een beroepsopleiding kregen, zodat ze een onafhankelijk bestaan konden opbouwen.
Om in haar ogen de hypocrisie rond de meest taboe-maatschappelijke onderwerpen te doorbreken, sprak Chenna in 2000 openlijk in een tv-uitzending van Al Jazeera over ongetrouwde moeders, incest en verkrachting. Dat leverde haar uit conservatieve hoek kritiek en zelfs per fatwa doodsbedreigingen op, maar ze kreeg tegelijkertijd ook steun van koning Mohammed VI. In 2002 kreeg de ASF de status van officiële niet-gouvernementele organisatie (NGO) van de Marokkaanse regering en ontving de organisatie een schenking van de koning.
Onder druk van vrouwelijke politici en activisten als Chenna werd in Marokko de familiewet in 2004 hervormd, waarbij onder andere alleenstaande moeders de mogelijkheid kregen om een naam voor hun kind te kiezen zonder toestemming van de vader.
Chenna overleed na een kort ziekbed op 81-jarige leeftijd.

## Erkenning
- 1995 – Mensenrechtenprijs van de Franse Republiek (Prix des Droits de l'homme de la République française)[8]
- 2000 – Eremedaille (Medaille d'honneur) van koning Mohammed VI[5]
- 2005 – Elisabeth Norgall-prijs van de International Women's Club of Frankfurt[6]
- 2009 – Opusprijs van de Katholieke Universiteit van Amerika (inclusief een geldprijs van 1 miljoen dollar)[9]
- 2013 – Benoemd tot ridder in de Franse Nationale orde van het Legioen van Eer[8]
- 2015 – Global Partnership for Social Accountability Award van de Wereldbank[10]
- 2017 – Monte Carlo 'Vrouw van het jaar'-prijs[11]